# Primarias del Partido Demócrata de 2008 en Maryland

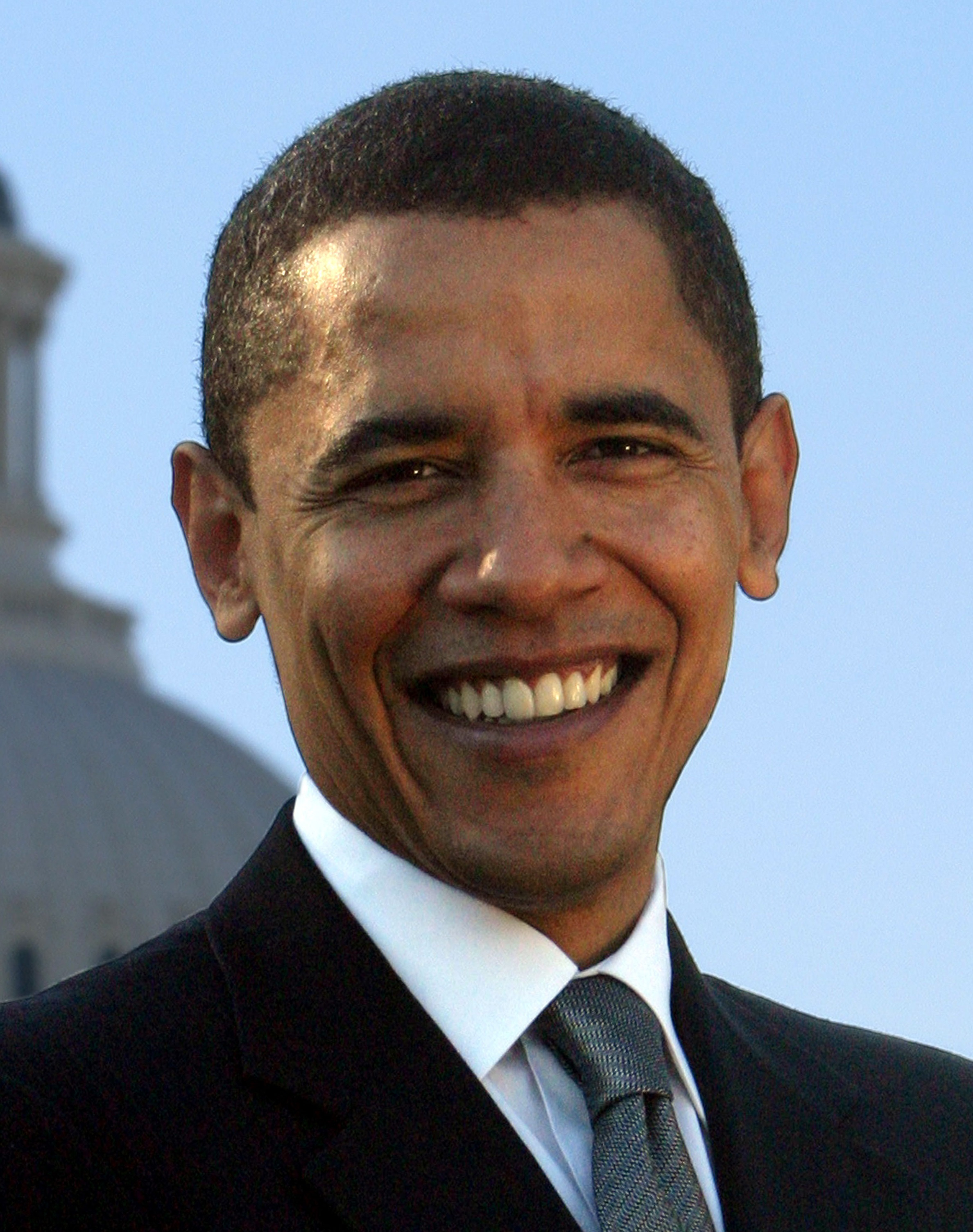
Barack Obama fue elegido como candidato presidencial en las elecciones primarias del Partido Demócrata en 2008

Las Primarias demócratas de Maryland, 2008, fueron el 12 de febrero de 2008 llamadas las "Primarias Potomac" o las primarias "Chesapeake" porque el Distrito de Columbia y Virginia también hicieron sus primarias democráticas ese día.
Por la orden de un juez, los recintos de las primarias fueron extendidos hasta las 9:30 p. m. EST para darle tiempo a los votantes debido al tráfico provocado por el mal clima.

## Resultados
| Candidato       | Votos   | Porcentajes | Delegados |
| --------------- | ------- | ----------- | --------- |
| Barack Obama    | 464,474 | 61.09%      | 34        |
| Hillary Clinton | 285,440 | 37.54%      | 18        |
| Indecisos       | 10,400  | 1.37%       | 0         |
| Total           | 760,314 | 100%        | 52        |